# Hipersten
Hipersten je česti petrogeni inosilikatni mineral kojeg ubrajamo u grupu rompskih piroksena. To ime danas je službeno napušteno, a preferiraju se nazivi enstatit ili ferosilit. 
Hiperstena ima u magmatskim i nekim metamorfnim stijenama, kao i u kamenim i željezovitim meteoritima. Tvori seriju čvrstih otopina s mineralima enstatitom i ferosilitom, a predstavlja srednjeg člana između ta dva krajnja, a za oba stoji i kao sinonim. Kemijska formula hiperstena je (Mg,Fe)SiO3.
Izrazito razvijeni kristali su rijetki, a mineral se obično može naći u folijacijskim masama unutar magmatskih stijena norita i hiperstenskog andezita, u kojem je hipersten osnovni sastojak. Grubozrnate labradoritno-hiperstenske stijene (noriti) s otoka Paul na obali Labradora nazivamo paulitima ili labradorskom hornblendom.

## Identifikacija
Boja hiperstena često je siva, smeđa ili zelenkasta, a sjaj mu je staklast do biseran. Pokazuje jak pleokroizam. Tvrdoća mu je 5-6, a specifična gustoća 3.4 - 3.9. Na određenim površinama pokazuje dijamantni bakreno crveni metalni odsjaj, koji ima isti uzrok kao i brončani odsjaj kod broncita, no ovdje je on još više izražen. Kao i broncit, hipersten je ponekad brušen i poliran u drago kamenje.

## Porijeklo imena
Ime hiperstena vuče porijeklo iz grčkog jezika, a znači "pretvrd". To je asocijacija na njegovu tvrdoću, koja je veća nego kod amfibola hornblende, minerala s kojim se često zabunom zamjenjuje.